# کارلا موریسون
کارلا پاتریشیا موریسون فلورس (تکت، باخا کالیفرنیا، مکزیک؛ ۱۹ ژوئیه ۱۹۸۶)، معروف به کارلا موریسون، خواننده، آهنگساز، بازیگر، فعال اجتماعی و تهیه‌کننده است.

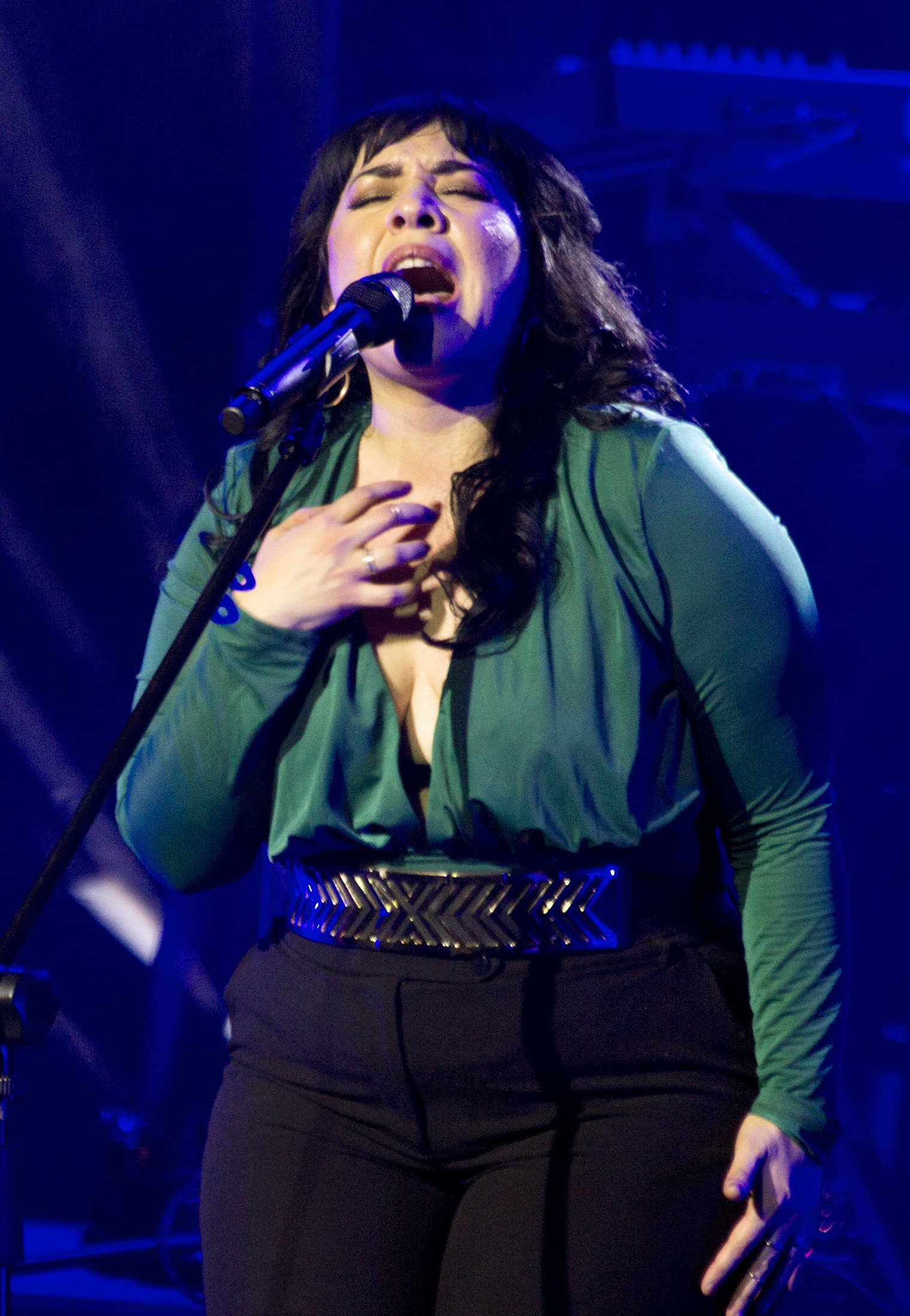
نگاره‌ٔ کارلا پاتریشیا موریسون فلورس - ۲۰۱۷

## سابقه فعالیت
او تاکنون برنده سه جایزه گرمی لاتین بوده‌است. دو نفر برای بهترین آهنگ جایگزین با «Déjenme Llor» در سال ۲۰۱۲ و «Vez Primera» در سال ۲۰۱۶ و برای اولین آلبوم او Déjenme Llor ، گواهی پلاتینیوم توسط انجمن تولیدکنندگان فونوگرام و ویدیوگرام مکزیکی است. در سال ۲۰۰۹، او اولین آلبوم چندآهنگه خود را با عنوان Learning to Learn منتشر کرد که در استودیوی جردن بریو در تمپ، آریزونا تولید شد. در مدت کوتاهی، این آلبوم مردم و رسانه‌ها را در انحصار خود درآورد و او را در میان امیدوارکننده‌ترین پروژه‌های موسیقی صحنه جدید مکزیک قرار داد و او را به اجرا در بسیاری از مکزیک سوق داد. این آلبوم شامل آهنگ‌هایی است که توسط خودش ساخته و تولید شده‌است. تک آهنگ‌های "Esta Soledad" و "Lágrimas" در برنامه تلویزیونی Soy tu Fan استفاده شد. بعدها، خواننده مکزیکی ناتالیا لافورکاد به او علاقه‌مند شد و پیشنهاد همکاری را به او داد.